# عامل تكاملي
في الرياضيات، عامل التكامل هو دالة يتم اختيارها لتسهيل حل معادلة تفاضلية معينة. وهي تستخدم عادة في حل المعادلات التفاضلية العادية، ولكنها تستخدم أيضا في حساب التفاضل والتكامل متعدد المتغيرات, عند ضرب المعادلة التفاضلية بعامل التكامل تتحول من معادلة تفاضلية غير دقيقة إلى معادلة تفاضلية دقيقة (والتي يمكن أن تُكامل بعد ذلك للحصول على حقل سلمي ). العامل التكاملي مفيد في تطبيقات الديناميكا الحرارية حيث تصبح درجة الحرارة هي العامل التكاملي الذي يجعل الإنتروبيا تفاضلًا دقيقًا.

## الاستعمال
العامل التكاملي هو أي عبارة رياضية يتم ضرب معادلة تفاضلية بها لتسهيل التكامل. على سبيل المثال، معادلة الدرجة الثانية غير الخطية هذه
{\displaystyle {\frac {d^{2}y}{dt^{2}}}=Ay^{2/3}}
يكون لها{\displaystyle {\tfrac {dy}{dt}}} عامل تكامل:
{\displaystyle {\frac {d^{2}y}{dt^{2}}}{\frac {dy}{dt}}=Ay^{2/3}{\frac {dy}{dt}}.}
للتكامل، لاحظ أنه يمكن التعبير عن طرفي المعادلة كمشتقات من خلال العودة بالخطوات للخلف بقاعدة السلسلة :
{\displaystyle {\frac {d}{dt}}\left({\frac {1}{2}}\left({\frac {dy}{dt}}\right)^{2}\right)={\frac {d}{dt}}\left(A{\frac {3}{5}}y^{5/3}\right).}
وبالتالي،
{\displaystyle \left({\frac {dy}{dt}}\right)^{2}={\frac {6A}{5}}y^{5/3}+C_{0}.}
حيث{\displaystyle C_{0}} ثابت.
قد تكون هذه الصيغة أكثر فائدة على حسب التطبيق. ومن خلال إجراء فصل بين المتغيرات
{\displaystyle \int _{y(0)}^{y(t)}{\frac {dy}{\sqrt {{\frac {6A}{5}}y^{5/3}+C_{0}}}}=t}
هذا حل ضمني يتضمن تكامل غير أساسي . تستخدم هذه الطريقة نفسها لحل دورة البندول البسيط.

### حل المعادلات التفاضلية العادية الخطية من الدرجة الأولى
تعتبر عوامل التكامل مفيدة في حل المعادلات التفاضلية العادية التي يمكن التعبير عنها بالصيغة التالية
{\displaystyle y'+P(x)y=Q(x)}
الفكرة الأساسية هي العثور على بعض الدوال، على سبيل المثال{\displaystyle M(x)}، يسمى "عامل التكامل"، والذي يمكننا ضربه بمعادلتنا التفاضلية ليصبح لدى الطرف الأيسر مشتق مشترك. بالنسبة للمعادلة التفاضلية الخطية من الدرجة الأولى الأساسية الموضحة أعلاه، يكون عامل التكامل لها {\displaystyle e^{\int P(x)dx}} .